# 沃利·哈尔德
沃利·哈尔德（英語：Wally Halder，1925年9月15日—1994年10月27日），加拿大男子冰球运动员，场上位置是前锋。他曾代表加拿大参加1948年冬季奥林匹克运动会冰球比赛，获得一枚金牌。